# Littorio (lớp thiết giáp hạm)
Lớp thiết giáp hạm Littorio là một lớp thiết giáp hạm của Regia Marina (Hải quân Hoàng gia Ý). Lớp này bao gồm bốn tàu - Littorio, Vittorio Veneto, Roma, và Impero  - nhưng chỉ có ba chiếc đầu của lớp được hoàn thành và đưa vào hoạt động. Được đóng trong giai đoạn năm 1934 và 1942, đây là lớp thiết giáp hạm tân tiến nhất của người Ý trong Chiến tranh Thế giới thứ hai. Chúng được phát triển để đối phó với lớp thiết giáp hạm Dunkerque của Hải quân Pháp, được trang bị pháo có cỡ nòng 381 milimét (15,0 in) và có tốc độ tối đa 30 hải lý trên giờ (56 km/h; 35 mph). Thiết kế lớp tàu này đã được Hải quân Tây Ban Nha xem xét và áp dụng, nhưng việc Chiến tranh Thế giới thứ hai bùng nổ đã làm hoãn lại toàn bộ kế hoạch đóng tàu của họ.
Hai tàu đầu tiên của lớp, Littorio và Vittorio Veneto, đã hoạt động tích cực trong những tháng đầu kể từ khi Ý chính thức tham gia Chiến tranh Thế giới thứ hai. Chúng góp phần hình thành lên xương sống của hạm đội chủ lực của người Ý, và tiến hành nhiều chiến dịch đánh chặn các đoàn tàu vận tải của Anh tại Địa Trung Hải, mặc dù không đạt được nhiều thành công nổi bật. Hai tàu này đã liên tục bị trúng ngư lôi trong suốt sự nghiệp hoạt động: Littorio bị trúng ngư lôi trong cuộc không kích của người Anh vào Taranto trong tháng 11 năm 1940 và một lần nữa vào tháng 6 năm 1942; Vittorio Veneto trúng ngư lôi trong trận Mũi Matapan vào tháng 3 năm 1941 và trúng một lần nữa trong lúc hộ tống một đoàn tiếp tế vào Bắc Phi sáu tháng sau đó. Roma được biên chế vào hạm đội trong tháng 6 năm 1942. Impero được hạ thủy vào tháng 9 năm 1939, nhưng ưu tiên về các đơn vị tàu hộ tống tại Địa Trung Hải đã khiến việc trang bị tàu bị dừng lại.
Vào tháng 9 năm 1943, quân đội Đồng Minh chiếm nước Ý thành công và một hiệp định đình chiến đã được ký kết với bên Đồng Minh. Littorio sau đó được đổi tên thành Italia. Ba thiết giáp hạm Italia, Vittorio Veneto, và Roma, cùng các tàu chiến còn lại của Hải quân Hoàng gia Ý, được lệnh tiến về Malta trước khi tập kết tại Alexandria. Trên đường tới Malta, hạm đội bị máy bay ném bom Đức tấn công bằng bom dẫn đường Fritz X, làm hư hại Italia và đánh chìm Roma. Những tàu chiến còn lại cập bến Malta và được quân Đồng Minh chiếm giữ. Con tàu thứ tư chưa được hoàn thiện của lớp, Impero, đã bị quân đội Đức thu giữ sau khi Ý rút khỏi cuộc chiến và được sử dụng là bia tập bắn, tới khi bị đánh chìm bởi máy bay ném bom Mỹ trong năm 1945. Sau chiến tranh, Italia và Vittorio Veneto được chuyển đến Hoa Kỳ và Anh với vai trò là chiến lợi phẩm. Hai con tàu sau đó được trao trả về Ý và Italia, Vittorio Veneto và Impero lần lượt được tháo dỡ trong giữa năm 1952 và 1954.

## Bối cảnh
Theo các thỏa thuận được ký kết trong Hiệp ước Hải quân Washington năm 1922, Ý được phép đóng tổng cộng tối đa 70.000 tấn tổng trọng lượng choán nước cho tàu chủ lực, có thể được sử dụng trong giai đoạn 1927-1929. Pháp, quốc gia được xếp ngang hàng với Ý, cũng chỉ được phép đóng tổng trọng lượng choán nước của tàu chủ lực tối đa là 70.000 tấn. Cả hai nước đều phải chịu những áp lực đáng kể từ các bên ký kết khác về việc đóng các thiết giáp hạm có tải trọng nhỏ hơn và sử dụng pháo có cỡ nòng bé hơn. Thiết kế đầu tiên của Ý, được đệ trình vào năm 1928, đề xuất việc đóng một con tàu nặng 23.000 tấn và mang sáu khẩu pháo 381 mm được lắp đặt trong ba tháp pháo hai nòng. Bộ chỉ huy Hải quân đã đồng ý chọn thiết kế này vì nó cho phép họ đóng được ba con tàu có tổng mức choán nước không vượt ngưỡng giới hạn 70.000 tấn. Điều này cũng sẽ giúp người Ý duy trì được ít nhất hai hạm đội ở trạng thái sẵn sàng chiến đấu ở bất kỳ thời điểm nào. Thiết kế này đã cắt giảm khả năng bảo vệ và tầm hoạt động của tàu để đổi lấy tốc độ và hệ thống vũ khí hạng nặng. Bản thân người Ý cũng không đề cao tầm hoạt động của tàu do hạm đội của họ chỉ hoạt động chủ yếu ở khu vực Địa Trung Hải.
Đến năm 1928, phòng thiết kế đã đệ trình một nghiên cứu khác, một thiết giáp hạm có mức choán nước 36.000 tấn, được trang bị sáu pháo 406 mm và có khả năng chịu được sức tàn phá của các khẩu pháo có cỡ nòng tương tự. Ít nhất một tàu trong số đó sẽ được đóng cùng ba con tàu 23.000 kia khi "kỳ nghỉ" kết thúc vào năm 1931. Tuy nhiên, kinh phí đã không được phân bổ cho việc đóng tàu do Hải quân Ý không muốn kích động một cuộc chạy đua vũ trang với Hải quân Pháp. Hiệp ước Hải quân London năm 1930 đã kéo dài hạn của "kỳ nghỉ" đến năm 1936, mặc dù Ý và Pháp vẫn giữ quyền đóng các tàu chủ lực với mức choán nước tối đa 70.000 tấn. Cả hai nước đều bác bỏ các đề xuất của bên Anh về việc giới hạn thiết kế các thiết giáp hạm với xuống còn 25.000 tấn và mang pháo 305 mm. Sau năm 1930, Hải quân Ý đã bỏ hoàn toàn các thiết kế thiết giáp hạm cỡ nhỏ hơn. Cũng vào năm 1930, Hải quân Đức bắt đầu đóng ba tàu lớp Deutschland, trang bị sáu khẩu pháo 280 mm, và Pháp đã lần lượt hạ hai thiết giáp hạm lớp Dunkerque, được trang bị tám khẩu pháo 330 mm, để đối phó với chúng. Cuối năm 1932, các nhà thiết kế Ý đã thiết kế một lớp tàu để đối phó với lớp Deutschland, được trang bị sáu khẩu pháo 343 mm đặt trong hai tháp pháo ba nòng và có mức choán nước là 18.000 tấn.
Hải quân Ý sau đó quyết định rằng các thiết kế nhỏ là không thực tế và bắt đầu tập trung vào những thiết kế lớn hơn. Một thiết kế về lớp tàu có choán nước 26.900 tấn, mang tám pháo 343 mm lắp trong ba tháp pháo đôi, đã được đệ trình lên Bộ chỉ huy Hải quân. Thiết kế này sau đó đã bị bác bỏ để chuyển sang thiết kế thiết giáp hạm 35.000 tấn mang pháo 406 mm. Tuy nhiên, thiết kế pháo 406 mm tiếp tục bị loại bỏ để chuyển sang pháo 381 mm vì Hải quân Ý vẫn chưa có thiết kế pháo 406 mm hoàn chỉnh, họ đã có sẵn một khẩu pháo 381 mm được thiết kế cho lớp thiết giáp hạm Francesco Caracciolo đã bị hủy bỏ. Cuối cùng, chín khẩu pháo 381 mm lắp đặt trong ba tháp pháo ba nòng đã được áp dụng làm hệ thống pháo chính cho lớp tàu này, với mức choán nước tối đa là 41.000 tấn, mặc dù điều này đã vi phạm các hiệp ước hải quân đã được ký kết. Tuy nhiên, vào thời điểm những con tàu lớp này được đưa vào hoạt động, các hiệp định kiểm soát chạy đua vũ trang quốc tế lần lượt bị phá bỏ, dẫn đến các điều khoản leo thang cho phép đóng tàu có mức choán nước lên tới 46.000 tấn.

## Đặc tính

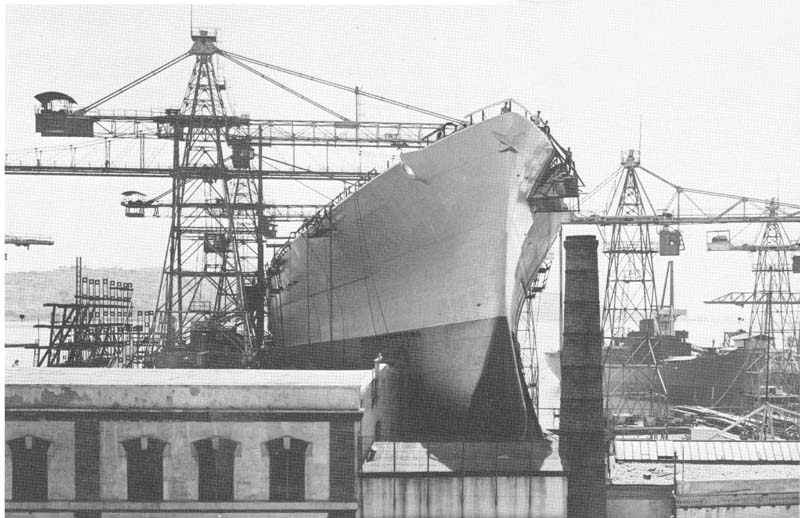
Phần thân tàu của thiết giáp hạm Vittorio Veneto tại Xưởng Đóng tàu Cantieri Riuniti dell'Adriatico, tháng 7 năm 1937. Phần mũi tàu đã được thiết kế lại sau khi các kỹ sư thiết kế phát hiện ra mũi quả lê dễ gây ra tình trạng mất cân bằng tàu.

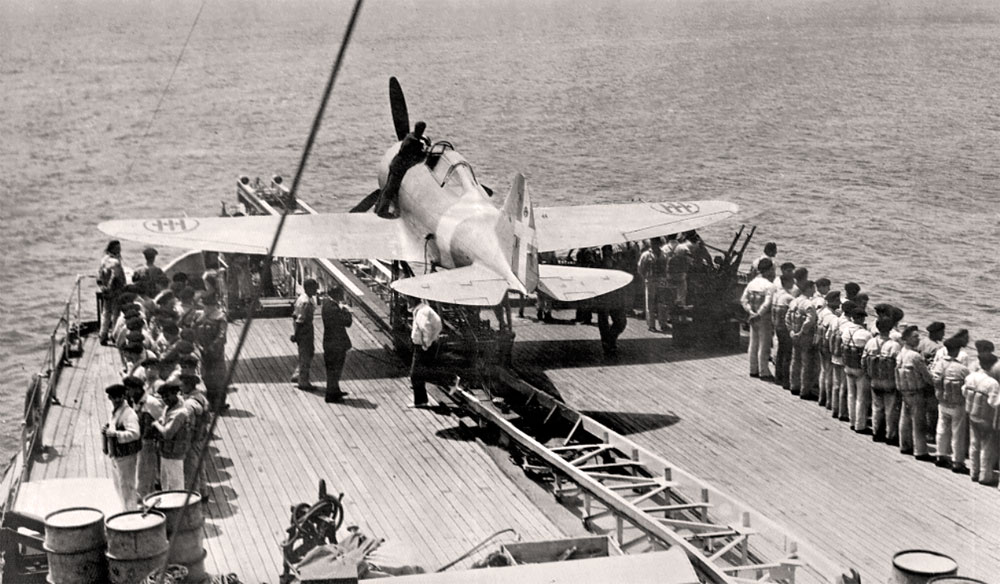
Máy bay tiêm kích Re. 2000 trên thiết giáp hạm Vittorio Veneto.

Các con tàu của lớp Littorio này thay đổi một chút về kích thước. Littorio và Vittorio Veneto có chiều dài tính toán (LBP) là 224,05 mét (735,1 ft) và có chiều dài tổng thể là 237,76 mét (780,1 ft), trong khi Roma và Impero dài 240,68 mét (789,6 ft). Cả bốn con tàu có mức mớn nước là 9,6 mét (31 ft) và cao 32,82 mét (107,7 ft). Littorio có mức choán nước là 40.724 tấn (40.081 tấn Anh; 44.891 tấn Mỹ) theo tiêu chuẩn và 45.236 tấn (44.522 tấn Anh; 49.864 tấn Mỹ) khi đầy tải. Vittorio Veneto có mức choán nước lần lượt là 40.517 tấn (39.877 tấn Anh; 44.662 tấn Mỹ) theo tiêu chuẩn và 45.029 tấn (44.318 tấn Anh; 49.636 tấn Mỹ) khi đầy tải. Mức choán nước của Roma cao hơn so với các tàu khác, lần lượt là 40.992 tấn (40.345 tấn Anh; 45.186 tấn Mỹ) theo mức tiêu chuẩn và 45.485 tấn (44.767 tấn Anh; 50.139 tấn Mỹ) khi đầy tải. Impero chưa được hoàn thành nên thông số chính thức của con tàu vẫn còn chưa rõ. Các con tàu ban đầu được thiết kế mũi tàu theo dạng quả lê để tăng hiệu suất của tàu, nhưng chúng được phát hiện là gây sự bất ổn định nghiêm trọng cho tàu, buộc các kỹ sư phải cải tiến và sửa đổi lại.
Littorio và Vittorio Veneto có biên chế thủy thủ đoàn theo mức tiêu chuẩn là 80 sĩ quan và 1.750 thủy thủ. Nếu được chọn làm soái hạm của hạm đội, thủy thủ đoàn sẽ có thêm khoảng 11-31 sĩ quan. Roma và Impero được tăng thêm 100 thủy thủ. Hệ thống sàn đáp được lắp đặt ở khu vực đuôi tàu để làm chỗ hạ cánh cho sáu máy bay lên thẳng của Công ty Cierva Autogiro. Tuy nhiên, sàn đáp đã bị loại bỏ và được thay thế bởi một máy phóng thủy phi cơ. Mỗi tàu được trang bị ba thủy phi cơ trinh sát IMAM Ro.43 hoặc tiêm kích Reggiane Re.2000. Do Re. 2000 là một máy bay có bánh lốp, nên sau khi được phóng từ các thiết giáp hạm, chúng sẽ phải hạ cánh tại sân bay trong đất liền.
Hệ thống động cơ của tàu bao gồm bốn động cơ tuabin hơi nước Belluzzo được cung cấp năng lượng bởi tám nồi hơi Yarrow chạy bằng dầu. Động cơ của tàu đạt công suất trục là 128.200 mã lục (95.600 kW) và đạt tốc độ tối đa là 30 knot (56 km/h; 35 mph). Trong các buổi thử máy, cả Littorio và Vittorio Veneto đều đạt kết quả vượt qua mức thông số kỹ thuật tiêu chuẩn của tàu. Littorio đạt 137.649 mã lực (102.645 kW) và đạt tốc độ tối đa 31,3 knot (58,0 km/h; 36,0 mph), trong khi Vittorio Veneto đạt 133.771 mã lực (99,753 kW) và có tốc đội tối đa 31,4 knot (58,2 km/h; 36,1 mph), cả hai đều ở trạng thái tải nhẹ. Tuy nhiên, khi hai tàu đi vào phục vụ, tốc độ trung bình của chúng chỉ đạt 28 knot (52 km/h; 32 mph). Mỗi tàu được cấp 4.140 tấn nhiên liệu, tương đương với tầm hoạt động là 4.580 hải lý (8.480 km; 5.270 dặm) ở 16 knot (30 km/h; 18 mph). Ở tốc độ 14 knot (26 km/h; 16 mph), tầm hoạt động của tàu tăng nhẹ lên 4.700 hải lý (8,700 km; 5,400 dặm). Toàn bộ hệ thống động cơ chiếm khoảng 5,6 % tổng tải trọng của tàu.

### Hệ thống vũ khí

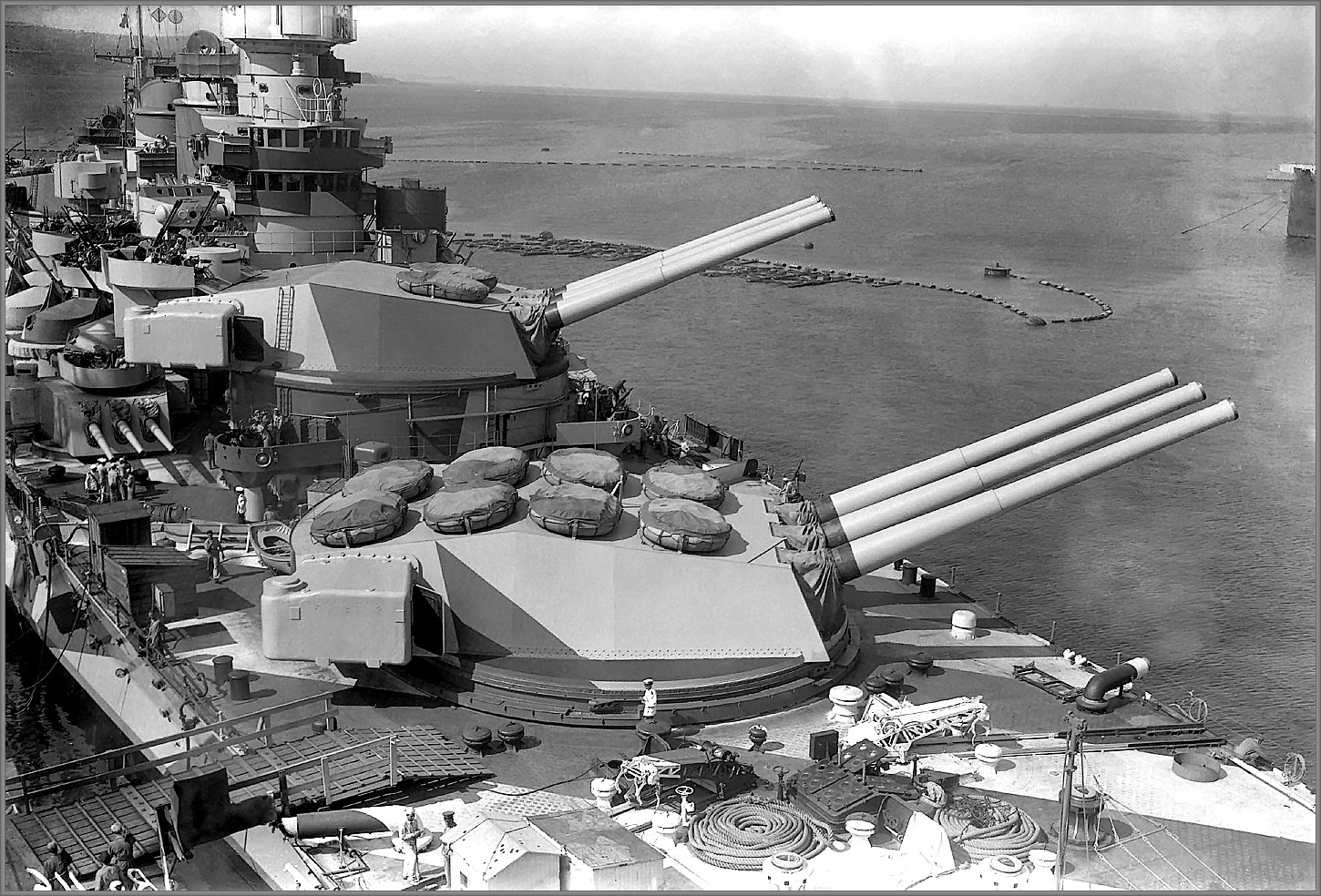
Hệ thống tháp pháo 381 mm ba nòng của Roma, một thiết giáp hạm lớp Littorio.

Hệ thống pháo chính của lớp Littorio bao gồm chín khẩu pháo 381 mm L/50 Ansaldo 1934 được chia đều ra ba tháp pháo ba nòng, hai tháp pháo đặt ở trước đài chỉ huy và một tháp đặt ở cuối hệ thống thượng tầng. Pháo 381 mm có góc nâng tối đa là 35 độ, cho phép chúng khai hỏa vào các mục tiêu ở khoảng cách tối đa là 42.260 mét. Khẩu pháo của thể bắn được những viên đạn xuyên giáp (AP - Armor Piercing) nặng 885 kg (1.951 lb) với sơ tốc đầu nòng 870 mét/giây (2.854 ft/giây). Tuy nhiên, thông số này đã được giảm xuống còn 850 mét/giây ở để giảm độ phân tán đạn và tăng tuổi thọ của nòng pháo. Pháo 381 mm còn sử dụng đạn bán-xuyên giáp (SAP - Semi-Armor Piercing) nặng 824,3 kg (1.817 lb), có trọng lượng liều thuốc nổ là 29,51 kg (65,1 lb). Mặc dù Hải quân Ý cũng phát triển đạn nổ mạnh (HE - High Explosive), có trọng lượng 774 kg (1,706 lb), chúng không bao giờ được các thiết giáp hạm lớp Littorio sử dụng. Phòng chứa đạn được đặt dưới phòng chứa liều thuốc phóng bên trong cấu trúc tháp pháo. Tốc độ bắn của pháo 381 mm/L50 là 45 giây/viên. Mỗi tàu được cấp 495 viên đạn AP và 171 viên đạn SAP, cùng với 4.320 liều thuốc phóng.
Hệ thống vũ khí phụ của tàu bao gồm 12 khẩu pháo 152 mm (6.0 in) L/55 Ansaldo Model 1934, được chia đều cho bốn tháp pháo ba nòng. Hai tháp pháo 152 mm được đặt hai bên tháp pháo 381 mm số 2 và hai tháp còn lại được đặt ở hai bên rìa tháp pháo 381 mm số 3. Chúng sử dụng đạn AP nặng 50 kg (110 lb) có sơ tốc đầu nòng 910 mét/giây (2.986 ft/s) và có góc nâng tối đá 45 độ, tương đương với phạm vi bắn tối đa là 25.740 mét. Pháo 152 mm có tốc độ bắn là bốn viên trong khoảng một phút. Bốn khẩu pháo 120 mm (4.7 in) L/40 được lắp đặt cho toàn bộ các tàu của lớp Littorio và có chắc năng bắn pháo sáng. Chúng có góc nâng tối đa là 32 độ, sử dụng đạn hỗn hợp nặng 29,3 kg (65 lb) và có tầm bắn tối đa là 5.000 mét.
Hệ thống pháo phòng không của tàu bao gồm 12 khẩu pháo 90 mm (3.5 in) L/50 mạnh mẽ được đặt ở bên bên thượng tầng của tàu, 12 khẩu pháo 37 mm (1.5 in) L/54 và 16 pháo 20 mm (0.79 in) L/65. Pháo 90 mm có nhiệm vụ cung cấp hỏa lực phòng không tầm xa cho tàu, và được đặt trong các ụ riêng lẻ với hệ thống ổn định chạy biệt lập. Tốc độ bắn của pháo 90 mm là 12 viên/phút và có trần bay khoảng 10.800 m. Pháo 37 mm và 20 mm có nhiệm vụ cung cấp hỏa lực phòng không tầm gần và có tầm bắn hiệu quả lần lượt là 4.000 mét và 2.500 mét.

### Vỏ giáp

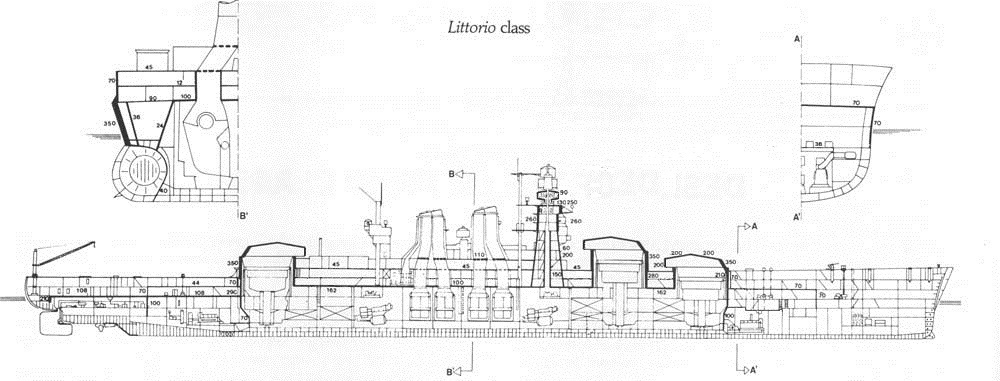
Sơ đồ hệ thống giáp của lớp thiết giáp hạm Littorio.

Đai giáp đai chính của lớp Littorio được thiết kế và thử nghiệm để chống lại đạn xuyên giáp 381 mm ở cự ly tối thiểu là 16.000 m (17.000 yd), khoảng cách được coi là rìa bên trong của phạm vi tác chiến tối ưu. Đai giáp bao gồm lớp giáp đồng chất dày 70 mm đặt ở bên ngoài và lớp giáp trát xi măng dày 280 mm được đặt phía sau tấm giáp đồng chất. Hai lớp giáp cách một khoảng 250 mm và được đổ một lớp bọt xi măng được gọi là "Cellulite" nhằm ngăn nước ngấm vào bên trong khoảng trống và tăng khả năng chống đạn xuyên giáp. Đai giáp chính đươc gắn trên một lớp gỗ sồi dày 150 mm và được lót bởi một lớp thép dày 15 mm. Toàn bộ cấu trúc đai giáp có góc nghiêng khoảng 11-15 độ, tùy theo vị trí của thân tàu. Thêm một lớp giáp đồng chất dày 36 mm được đặt phía sau đai giáp chính, cách nhau khoảng 1,4 mét, và theo sau bởi một lớp giáp 24 mm nữa được đặt cách đó 4 mét và nghiêng theo hướng ngược lại. Khu vực "hộp giáp" (citadel - dùng chỉ khu vực bao gồm các yếu tố trọng yếu như hệ thống động cơ, kho đạn,.. được đặt trong một "hộp" bọc thép dày nhất ở phần trung tâm bên trong tàu) được đóng kín bởi cách vách ngăn dày khoảng 100-210 mm ở phía trước và khoảng 70-280 ở phía sau. Bên trên khu vực "hộp giáp" là tầng casemate (dùng để chỉ tầng dưới boong chính của tàu), được bao bọc bởi lớp giáp dày 70 mm. Mũi tàu được bảo vệ bằng một lớp giáp dày 130 mm và kéo dài 35 m phía trước đai giáp chính trước khi kết thúc dừng lại tại vách ngăn ngang dày 60 mm. Các trục chân vịt, cụm máy phát diesel phía sau và hệ thống lái được bảo vệ bởi lớp giáp đồng nhất dày 100 mm và một vách ngăn dày 200 mm (7,9 in) riêng biệt ở phía sau khu vực "hộp giáp".

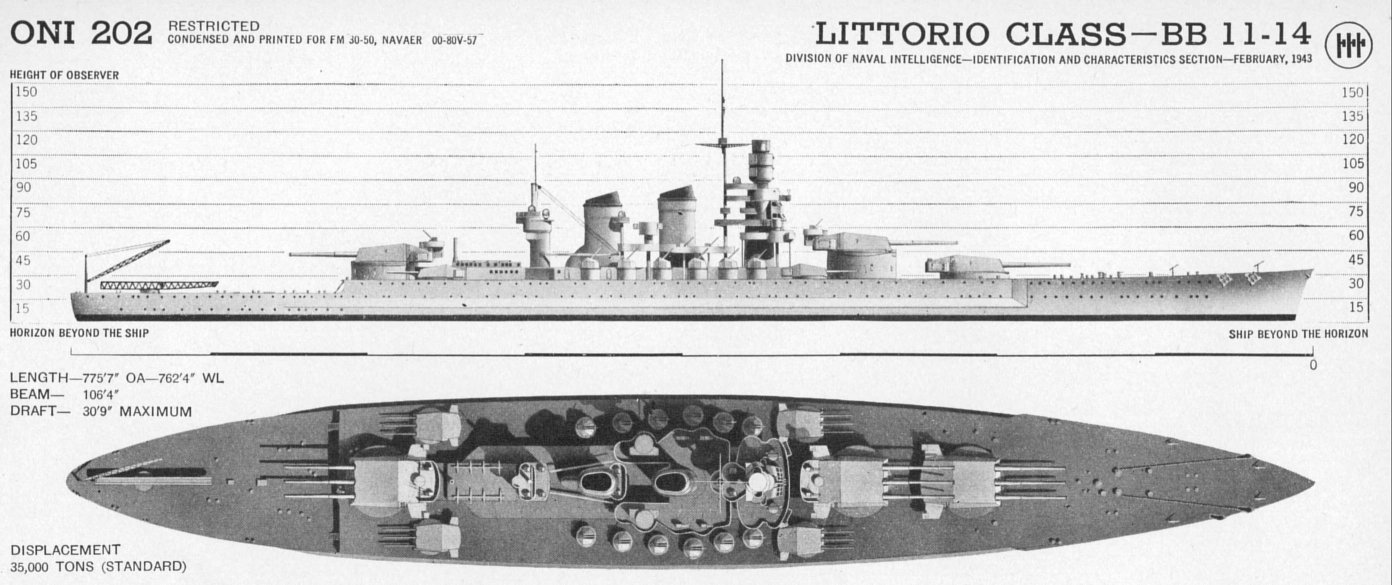
Bản vẽ thiết kế lớp thiết giáp hạm Littorio của Văn phòng Tình báo Hải quân Hoa Kỳ.

Boong tàu bao gồm một lớp giáp đồng nhất dày 36 mm đặt trên một lớp giáp dày 9 mm; lớp giáp trên khu vực boong tàu sẽ thay đổi tùy thuộc vào không gian và vị trí chúng bảo vệ. Ở khu vực khoang chứa đạn, boong tàu dày 162 mm. Tại khu vực khoang động cơ, độ dày của boong được giảm xuống còng 110 mm và 90 mm ở các khu vực còn lại. Khu vực phòng lái và hệ thống chân vịt được bảo vệ bởi một lớp boong dày 105 mm. Đài chỉ huy của tàu được bọc bởi một lớp giáp dày 130-255 mm.
Bệ tháp pháo chính của tàu được bảo vệ bởi một lớp giáp tráng xi măng dày 350 mm ở bên trên boong tàu và giảm xuống còn 280 mm ở bên dưới boong tàu. Mặt trước của các tháp pháo chính dày 350 mm, hai bên tháp và trần dày 200 mm và 130 mm ở khu vực hông tháp pháo. Tháp pháo phụ 152 mm được đặt trong các bệ dày 150 mm ở trên boong tàu và 100 mm ở dưới boong tàu. Mặt trước tháp pháo 152 mm dày 280 mm và 70 mm ở hai mặt bên. Hệ thống pháo phòng không của tàu được bảo vệ bởi các tấm thép chống đạn có độ dày từ 12 mm tới 40 mm.

#### Hệ thống đai chống ngư lôi Pugliese
Toàn bộ bốn con tàu đều sử dụng một hệ thống đai chống ngư lôi độc đáo là Pugliese, đặt theo tên của người thiết kế ra nó là Đại tướng Umberto Pugliese. Hệ thống Pugliese có cấu tạo gồm hai xi lanh đồng tâm. Phần bên trong, được gọi là xi lanh hấp thụ, trống rỗng và đặt trong một xi lanh lớn hơn được đổ đầy chất lỏng (nước hoặc nhiên liệu). Bao bọc bên ngoài sẽ là các khoang trống, chạy từ khu vục đai chính và uốn cong xuống dưới đáy tàu, và chạy qua khu vực đáy tàu để kết nối hai hệ thống chống ngư lôi ở hai bên. Khi một quả ngư lôi đâm trúng hệ thống Pugliese, khoang trống này sẽ bị phá hủy và kích động xy lanh chứa chất lỏng. Áp lực từ vụ nổ sẽ chạy qua lớp chất lỏng này và va vào xi lanh trong, khiến nó vỡ ra và hấp thụ toàn bộ lực thay vì tiếp tục đẩy áp lực của vụ nổ vào các vách ngăn bên trong tàu. Ngập lụt sẽ dễ dàng được kiểm soát hơn vì nước chỉ tràn vào khu vực khoang rỗng hình tròn và xy lanh trống bên trong. Các khoang trống nối hai bên tàu sẽ lần vỡ và nước sẽ được phân bổ đồng đều ở hai bên. Một vách ngăn ngư lôi sẽ bọc cạnh hệ thống này để ngăn chặn bất kỳ mảnh vỡ và sức ép vụ nổ nào tác động vào các khu vực trọng yếu của tàu. Hệ thống Pugliese được thiết kế để có thể bảo vệ các con tàu khỏi những quả ngư lôi có đầu đạn lên đến 350 kg (770 lb).
Nhược điểm lớn nhất của hệ thống Pugliese là nó chiếm quá nhiều không gian trong phần thân tàu, nên chỉ có những lớp thiết giáp hạm lớn mới được lắp đặt hệ thống một cách hoàn chỉnh. Những lớp thiết giáp hạm nhỏ hơn sẽ được lắp các phiên bản thu nhỏ, nên sẽ làm giảm đi sự hiệu quả của hệ thống Pugliese. Dù vậy, Pugliese vẫn được đánh giá là một trong những hệ thống chống ngư lôi hiệu quả nhất trong Chiến tranh Thế giới thứ hai và đã giúp phần lớn các tàu sống sót qua các đợt tấn công liên tục của máy bay Đồng Minh và Đức Quốc Xã.

## Quá trình đóng tàu

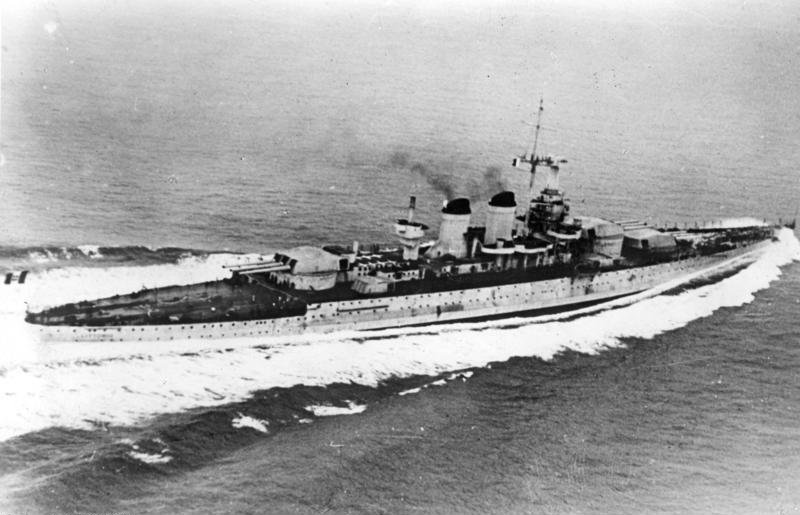
Thiết giáp hạm Littorio trong buổi thử máy đầu tiên, tháng 11 năm 1937.

Vittorio Veneto và Littorio đều được đặt lườn vào cùng ngày 28 tháng 10 năm 1934, Vittorio Veneto tại Xưởng Đóng tàu Cantieri Riuniti dell'Adriatico ở Trieste và Littorio ở Xưởng Đóng tàu Ansaldo ở Genoa. Vittorio Veneto được hạ thủy vào ngày 22 tháng 7 năm 1937, và Littorio hạ thủy đúng một tháng sau đó, vào ngày 22 tháng 8. Khi đang trong quá trình hoàn thiện, Vittorio Veneto đã tiến hành chuyến chạy thử ngoài khơi đầu tiên vào ngày 23 tháng 10 năm 1939. Con tàu sau đó được chuyển giao cho Hải quân Ý tại Trieste sáu tháng sau đó, vào ngày 28 tháng 4 năm 1940. Vittorio Veneto rời Trieste vào ngày 1 tháng 5 về La Spezia để tiến hành việc lắp đặt vũ khí phụ và hệ thống điện tử cho tàu. Sau khi hoàn tất mọi công việc vào ngày 15 tháng 5 năm 1940, Vittorio Veneto di chuyển về Taranto và gia nhập hạm đội. Littorio cũng tiến hành chạy thử máy ngoài khơi vào tháng 11 năm 1939, và được chuyển giao về hạm đội Ý vào ngày 6 tháng 5 năm 1940.

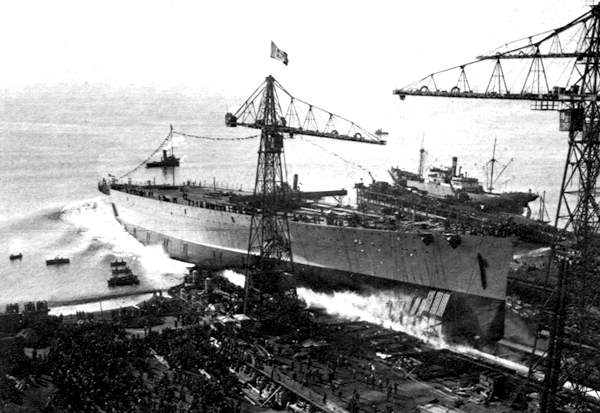
Thiết giáp hạm Impero trong buổi lễ hạ thủy, 15 tháng 11 năm 1939.

Hai con tàu tiếp theo của lớp Littorio được đặt lườn trong bốn năm tiếp theo. Roma được đóng bởi Xưởng Đóng tàu Cantieri Riuniti dell'Adriatico, và công việc bắt đầu từ ngày 18 tháng 9 năm 1938. Con tàu được hạ thủy vào ngày 9 tháng 6 năm 1940 và hoàn tất công việc trang bị vào ngày 14 tháng 6 năm 1942. Roma sau đó gia nhập hạm đội tại La Spezia và thay thế Littorio làm soái hạm của hạm đội. Impero được đặt lườn tại Xưởng đóng tàu Ansaldo vào ngày 14 tháng 5 năm 1938 và được hạ thủy vào ngày 15 tháng 11 năm 1939, nhưng con tàu không bao giờ được hoàn thành. Sau khi nước Ý tham gia vào Chiến tranh Thế giới thứ hai, Impero được kéo về Brindsi do những mối e ngại về việc người Pháp sẽ tấn công con tàu này. Dù vậy, việc đóng tàu không bao giờ được tiếp tục.

## Những chiếc trong lớp
| Tàu             | Đặt tên theo                                                       | Xưởng đóng                               | Đặt lườn             | Hạ thủy              | Hoàn thành          | Số phận                                                                |
| --------------- | ------------------------------------------------------------------ | ---------------------------------------- | -------------------- | -------------------- | ------------------- | ---------------------------------------------------------------------- |
| Littorio        | Vệ sĩ La Mã (Littorio theo tiếng Ý), một biểu tượng của Phát xít Ý | Ansaldo, Genoa-Sestri Ponente            | 28 tháng 10 năm 1934 | 22 tháng 8 năm 1937  | 6 tháng 5 năm 1940  | Bị tháo dỡ ở La Spezia, 1952–1954                                      |
| Vittorio Veneto | Trận Vittorio Veneto                                               | Cantieri Riuniti dell'Adriatico, Trieste | 28 tháng 10 năm 1934 | 25 tháng 7 năm 1937  | 28 tháng 4 năm 1940 | Bị tháo dỡ La Spezia, 1951–1954                                        |
| Roma            | Thành phố Roma                                                     | Cantieri Riuniti dell'Adriatico, Trieste | 18 tháng 9 năm 1938  | 9 tháng 6 năm 1940   | 14 tháng 6 năm 1942 | Bị đánh chìm bởi máy bay Đức tại Eo biển Bonifacio, 9 tháng 9 năm 1943 |
| Impero          | Đế chế Italy ở Đông Phi                                            | Ansaldo, Genoa-Sestri Ponente            | 14 tháng 5 năm 1938  | 15 tháng 11 năm 1939 | Không hoàn thành    | Bị tháo dỡ ở Venice, 1948–1950                                         |

## Lịch sử hoạt động

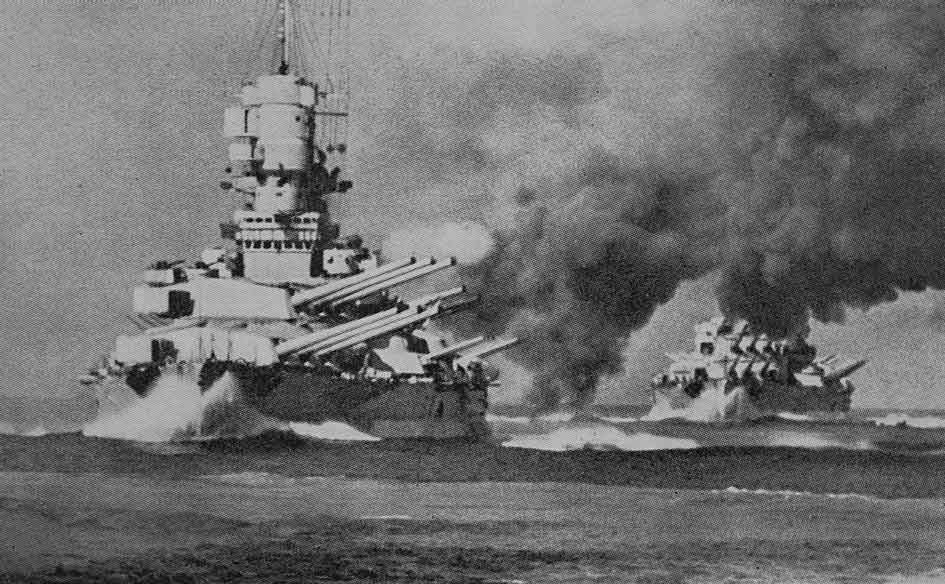
Vittorio Veneto và Littorio trong một buổi tập trận ở Địa Trung Hải, năm 1940.

Vittorio Veneto và Littorio được đưa vào hoạt động vào ngày 2 tháng 8 năm 1940, và được biên chế vào Hải đội 9 của Hải đoàn 1. Ngày 31 tháng 8, Vittorio Veneto, Littorio, cùng ba thiết giáp hạm đời cũ, mười tuần dương hạm và 31 khu trục hạm tham gia đánh chặn một đoàn vận tải trong Chiến dịch Hats, nhưng việc trinh sát thiếu hiệu quả đã ngăn không cho hạm đội Ý nghênh chiến với tàu chiến Anh. Hạm đội này tiếp tục tung ra một cuộc đánh chặn khác vào một đoàn vận tải tới Malta vào ngày 29 tháng 9 nhưng không thành công. Vào ngày 12 tháng 11 năm 1941, người Anh tổ chức một cuộc không kích vào hạm đội Ý ở Taranto, Littorio bị trúng ba quả ngư lôi và chịu thiệt hại nặng nề. Ngập nặng khiến mũi tàu bị chúi xuống. Littorio sau đó được đưa vào cảng sửa chữa vào ngày 11 tháng 12, và công việc được hoàn thành vào ngày 11 tháng 3 năm 1941. Vittorio Veneto không bị hư hại trong cuộc tấn công, nên khi Littorio đang được sửa chữa, Vittorio Veneto đã tiếp quản vai trò soái hạm và di chuyển về Naples. Vittorio Veneto xuất kích ngày 26 tháng 11 và chạm mặt một hạm đội Anh ở phía nam Sardinia, còn được biết đến là Trận Mũi Spartivento. Trong trận đánh này, máy bay Swordfish từ hàng không mẫu hạm HMS Ark Royal đã tấn công Vittorio Veneto, nhưng con tàu đã tránh thành công toàn bộ số ngư lôi. Vittorio Veneto giao chiến với các tuần dương hạm của Anh bằng tháp pháo 381 mm số 3 trong một thời gian ngắn, nhưng không ghi nhận một pha bắn trúng nào. Trong cuộc giao chiến, một thủy phi cơ trinh sát Ro. 43 của Vittorio Veneto đã bị tiêm kích Skua của Anh bắn hạ. Đêm ngày 8 và rạng sáng ngày 9 tháng 1 năm 1941, Không quân Hoàng gia Anh đã tổ chức một cuộc không kích vào Naples bằng máy bay ném bom hạng nặng, nhưng không ném trúng bất kỳ mục tiêu tàu chiến nào của Ý. Tháng 2 năm 1941, Vittorio Veneto, Andrea Doria và Giulio Cesare tiến hành đánh chặn một đoàn tàu được tin là đoàn vận tải tới Malta, nhưng thực chất đó là Lực lượng H của Hải quân Hoàng gia Anh, đang tiến về Genoa để chuẩn bị pháo kích. Tuy nhiên, hai hạm đội này đã không bắt gặp nhau và hạm đội của Ý đã quay trở về cảng sau đó.

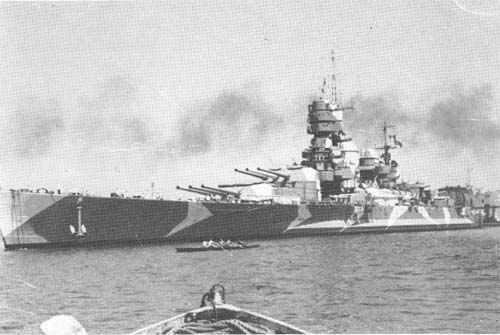
Thiết giáp hạm Vittorio Veneto neo đậu tại Taranto, tháng 6 năm 1941. Con tàu đang trong quá trình sửa chữa những hư hại gây ra trong Trận Mũi Matapan.

Ngày 26 tháng 3 năm 1941, Vittorio Veneto rời cảng để tấn công một đoàn vận tải của Anh tới Hy Lạp. Phía Đức đã gây nhiều áp lực buộc người Ý phải triển khai hạm đội đánh chặn, với thông tin rằng họ [Đức] đã vô hiệu hóa hai trong tổng số ba thiết giáp hạm của người Anh tại Địa Trung Hải. Điều này dẫn đến Trận Mũi Matapan vào ngày tiếp theo. Trong trận đánh, Vittorio Veneto bị tấn công bởi các máy bay phóng ngư lôi từ hàng không mẫu hạm HMS Formidable; đợt đầu tiên thất bại, nhưng máy bay trong đợt thứ hai đã ném trúng hai quả ngư lôi: một quả vào Vittorio Veneto và một quả vào tuần dương hạm hạng nặng Pola. Vittorio Veneto bắn hạ một máy bay phóng ngư lôi, nhưng con tàu bị ngập khoảng 4.000 tấn nước. Dù vậy, Vittorio Veneto vẫn khắc phục thiệt hại nhanh chóng sau mười phút và quay về Taranto vào ngày 29 tháng 3. Việc sửa chữa được tiến hành tại đó và kéo dài tới tháng 7.
Vittorio Veneto và Littorio quay trở lại hoạt động vào tháng 8 năm 1941. Vào ngày 22, hai tàu xuất kích đánh chặn một đoàn vận tải, nhưng thất bại và quay trở về cảng sau đó. Ngày 26 tháng 9, Vittorio Veneto và Littorio lên đường đánh chặn một đoàn tàu vận tải trong Chiến dịch Halberd, nhưng hai tàu không tìm thấy được đoàn vận tải và phải hủy bỏ nhiệm vụ. Trong khi làm nhiệm vụ hộ tống một đoàn vận tải tới Bắc Phi, Vittorio Veneto bị trúng ngư lôi từ tàu ngầm HMS Urge của Anh, khiến việc sửa chữa con tàu kéo dài tới mùa xuân năm 1942. Ngày 13 tháng 12, Littorio được giao nhiệm vụ hộ tống một đoàn vận tải đến Bắc Phi, và bắt gặp một đoàn vận tải của Anh trong khu vực, dẫn đến Trận Sirte lần một. Trận đánh kết thúc bất phân thắng bại. Ngày 21 tháng 3, Littorio rời cảng làm nhiệm vụ tấn công một đoàn vận tải khác của Anh, dẫn đến Trận Sirter lần hai. Trong trận đánh, Littorio đã gây nhiều thiệt hại nghiêm trọng cho khu trục hạm Havock và Kingston của Hải quân Hoàng gia Anh.

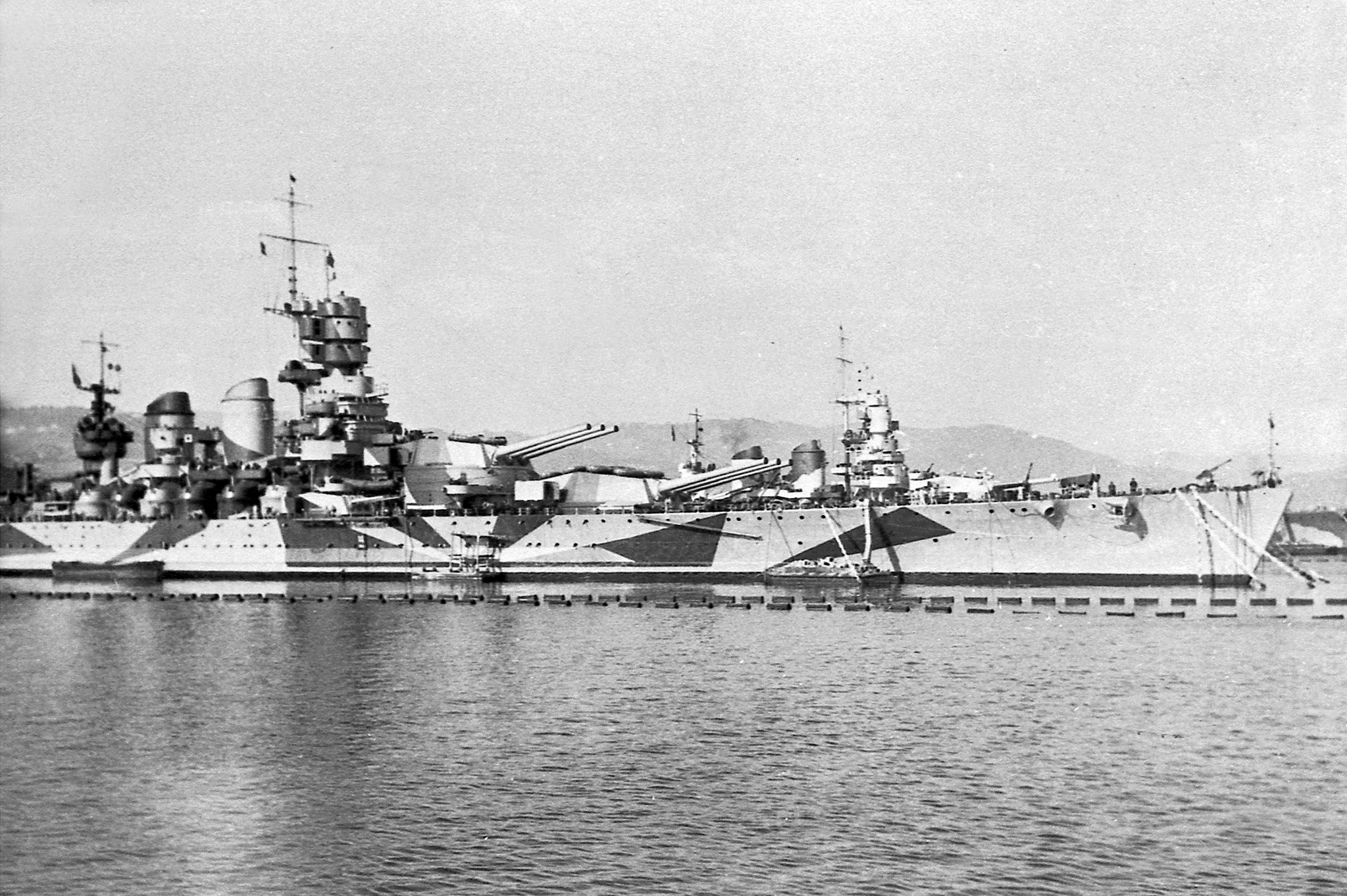
Thiết giáp hạm Vittorio Veneto (trước) và Littorio (sau) đang neo đậu tại La Spezia, tháng 3 năm 1943.

Vittorio Veneto kịp hoàn thành việc sửa chữa để cùng Littorio tham gia nhiệm vụ đánh chặn đoàn vận tải Anh trong Chiến dịch Vigorous và Chiến dịch Harpoon vào giữa tháng 6. Giao chiến không diễn ra nhiều, nhưng người Anh buộc phải hủy bỏ Chiến dịch Vigorous khi biết có sự hiện dịch của thiết giáp hạm Ý trong khu vực và liên tục gặp phải các đợt không kích dữ dội. Trong quá trình tìm kiếm đoàn vận tải Anh, hạm đội Ý bị không kích bởi các máy bay ném bom hạng nặng B-24 Liberator của Không lực Lục quân Hoa Kỳ. Littorio trúng một quả bom vào tháp pháo 381 mm số 1, khiến một thủy thủ thiệt mạng và 12 người bị thương, nhưng không gây nhiều thiệt hại cho tháp pháo. Sau đó, Littorio tiếp tục trúng một quả ngư lôi được thả từ một chiếc Vickers Wellington của Không quân Hoàng gia Anh. Con tàu quay về cảng thành công và việc sửa chữa được hoàn thành vào cuối tháng 8. Sau đó, hai tàu rời Taranto tới La Spezia sau khi cuộc đổ bộ của quân đội Đồng Minh vào Bắc Phi diễn ra và tháng 11. Thiết giáp hạm Roma gia nhập hạm đội và cùng tiến về La Spezia. Tại đó, Roma thay thế Littorio làm soái hạm của hạm đội.

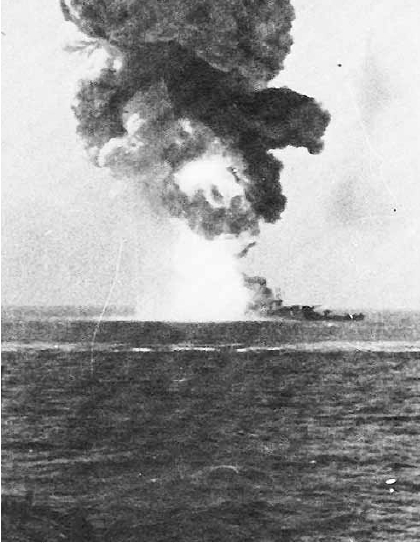
Thiết giáp hạm Roma bốc cháy sau khi trúng hai quả bom Fritz X, 9 tháng 9 năm 1943.

Tháng 6 năm 1943, quân đội Đồng Minh thực hiện một loạt các cuộc không kích và La Spezia nhằm tiêu diệt cả ba thiết giáp hạm của Hải quân Ý neo đậu tại đây. Ngày 5 tháng 6, Vittorio Veneto trúng hai quả bom cỡ lớn vào khu vực mạn trái tàu. Vittorio Veneto phải khởi hành về Genoa sửa chữa và việc sửa chữa chỉ được hoàn thành ngay trước khi Hiệp định Đình chiến Cassibile được ký kết, chính thức gạch tên nước Ý ra khỏi cuộc chiến. Littorio trúng ba quả bom ngày 19 tháng 6, hơn một tuần sau khi chiếc Vittorio Veneto bị trúng bom, và được đổi tên thành Italia sau khi chính phủ Phát xít của Benito Mussolini sụp đổ. Roma bị hư hại nhẹ trong cuộc không kích ngày 5 tháng 6 và 23 tháng 6. Tháng 9 năm 1943, sau khi Ý rút khỏi cuộc chiến, ba thiết giáp hạm cùng với số lượng lớn tàu chiến của Ý được lệnh rút về Malta để đầu hàng quân đội Anh. Trên đường, hạm đội Ý bị tấn công bởi máy bay ném bom Dornier Do 217 của Đức Quốc Xã. Roma trúng hai quả bom thông minh Fritz X, một quả đâm trúng khu vực kho chứa đạn phía trước, gây thiệt hại nghiêm trọng, và một quả phát nổ ngay cạnh lườn tàu. Hầm đạn của Roma sau đó phát nổ, khiến con tàu gãy đôi và chìm, đem theo sinh mạng của 1.253 sĩ quan và thủy thủ (trong đó có Đô đốc Carlo Bergamini - chỉ huy trưởng Hạm đội Ý).
Italia và Vittorio Veneto cập bến Malta thành công, và được lưu lại tại đó tới ngày 14 tháng 9, trước khi được lệnh di chuyển về Alexandria. Hai chiếc neo đậu tại Hồ Great Bitter ở Kênh đào Suez trong suốt quãng thời gian còn lại của cuộc chiến. Ngày 6 tháng 6 năm 1946, Vittorio Veneto khỏi hành về Augusta ở Sicily, và theo Hiệp ước Hòa bình với Ý 1947, con tàu được lệnh tiến đến Anh. Ngày 14 tháng 10 năm 1946, Vittorio Veneto quay về La Spezia và được đem đi bán để tháo dỡ vào ngày 3 tháng 1 năm 1948. Italia rời Hồ Great Bitter vào ngày 5 tháng 2 năm 1947 về Augusta cùng Vittorio Veneto. Con tàu được lệnh tiến về Hoa Kỳ và sau đó trả về Ý, nơi con tàu được xóa khỏi danh sách đăng bạ vào ngày 1 tháng 6 năm 1948 và đem đi tháo dỡ ở La Spezia. Impero - chiếc thứ tư trong lớp, vốn bị bỏ dở từ giai đoạn đầu cuộc chiến, được quân Đức chiếm giữ vào năm 1943. Con tàu sau đó bị đánh chìm bởi máy bay ném bom Mỹ vào ngày 20 tháng 2 năm 1945. Tháng 10 năm 1947, con tàu được làm nổi và kéo về Venice để tháo dỡ.

## Trong hải quân nước ngoài
Năm 1939, Quốc trưởng Tây Ban Nha Francisco Franco ngỏ ý về việc xây dựng một chương trình phát triển lực lượng hải quân sau khi lên nắm quyền từ Nội chiến Tây Ban Nha. Franco sau đó đã ký một số thỏa thuận với Chính phủ Ý về việc đóng bốn thiết giáp hạm lớp Littorio ở Tây Ban Nha. Chính phủ Ý hứa sẽ hỗ trợ mọi cơ sở vật chất và kỹ thuật cần thiết cho việc đóng tàu. Hải quân Ý nhanh chóng thúc đẩy việc hiện đại hóa và mở rộng các nhà máy đóng tàu hiện có ở Tây Ban Nha, để có thể tiếp nhận được các con tàu cỡ lớn như Littorio. Tuy vậy, dự án đã bị ngừng lại sau khi Ý tham gia vào Chiến tranh Thế giới thứ hai, và năng lực công nghiệp của Tây Ban Nha vẫn còn hạn chế.
Vào đầu những năm 1930, Hải quân Liên Xô đã tiến hành chương trình xây dựng lực lượng hải quân và bắt đầu tìm kiếm những lời khuyên từ các nhà đóng tàu nước ngoài để chuẩn bị cho một lớp thiết giáp hạm mới. Ngày 14 tháng 7 năm 1939, công ty Ansaldo đã hoàn thành một bản thiết kế cho Hải quân Liên Xô, về một lớp thiết giáp hạm dựa trên lớp Littorio, được định danh là U.P. 41. Thiết kế này có tổng mức choán nươc là 42.000 tấn, được trang bị chính khẩu pháo 406 mm trong ba tháp pháo ba nòng. Thiết kế này không sử dụng hệ thống chống ngư lôi Pugliese và thay vào đó, họ sử dụng hệ thống đa vách ngăn chống ngư lôi. Dù vậy, Hải quân Liên Xô đã không sử dụng thiết kế U.P. 41 để làm cơ sở cho các thiết giáp hạm lớp Sovetsky Soyuz mà họ đặt đóng vào cuối những năm 1930. Tuy nhiên, chúng được trang bị hệ thống Pugliese, do các chi tiết của hệ thống này đã được thu thập thông qua hoạt động gián điệp của Liên Xô.
Để chuẩn bị cho việc thiết kế một lớp tuần dương chiến hạm mới vào đầu năm 1940, có tên là Đề án 1047, Hải quân Hà Lan đã cử nhiều đoàn thanh tra đi thị sát việc đóng thiết giáp hạm Vittorio Veneto, với mong đợi có thể thu thập được các kinh nghiệm về việc thiết kế hệ thống đai chống ngư lôi. Tuy vậy, Hải quân Ý đã từ chối tiết lộ các thông tin về hệ thống Pugliese.

### Sách tham khảo
- Bagnasco, Erminio & de Toro, Augusto (2011). The Littorio Class: Italy's Last and Largest Battleships 1937–1948. Barnsley: Seaforth Publishing. ISBN 978-1-59114-445-8.
- Campbell, John (1985). Naval Weapons of World War II. London: Conway Maritime Press. ISBN 0-87021-459-4.
- Fraccaroli, Aldo (1968). Italian Warships of World War II. London: Ian Allan. OCLC 461351.
- Gardiner, Robert; Chesneau, Roger, biên tập (1980). Conway's All the World's Fighting Ships, 1922–1946. Annapolis: Naval Institute Press. ISBN 0-87021-913-8.
- Garzke, William H. & Dulin, Robert O., Jr. (1985). Battleships: Axis and Neutral Battleships in World War II. Annapolis: Naval Institute Press. ISBN 978-0-87021-101-0.{{Chú thích sách}}:  Quản lý CS1: nhiều tên: danh sách tác giả (liên kết)
- Garzke, William H. Jr. & Dulin, Robert O., Jr. (1980). British, Soviet, French, and Dutch Battleships of World War II. London: Jane's. ISBN 0-7106-0078-X.{{Chú thích sách}}:  Quản lý CS1: nhiều tên: danh sách tác giả (liên kết)
- Noot, Lt. Jurrien S. (1980). "Battlecruiser: Design Studies for the Royal Netherlands Navy 1939–40". Warship International. Quyển 3. International Naval Research Organization. tr. 242–273. ISSN 0043-0374.
- Rohwer, Jürgen (2005). Chronology of the War at Sea, 1939–1945: The Naval History of World War Two. Annapolis: Naval Institute Press. ISBN 1-59114-119-2.
- Stille, Mark (2011). Italian Battleships of World War II. Oxford: Osprey Publishing. ISBN 978-1-84908-831-2.
- Whitley, M. J. (1998). Battleships of World War II. Annapolis: Naval Institute Press. ISBN 978-1-55750-184-4.